# Портњагино
Портнягино (рус. Портнягино озеро) је језеро у Русији. Налази се на територији Красноярске Покрајине. Површина језера износи 360 km².